# Camponotus striatus
Camponotus striatus är en myrart som först beskrevs av Smith 1862.  Camponotus striatus ingår i släktet hästmyror, och familjen myror. Inga underarter finns listade.

## Bildgalleri

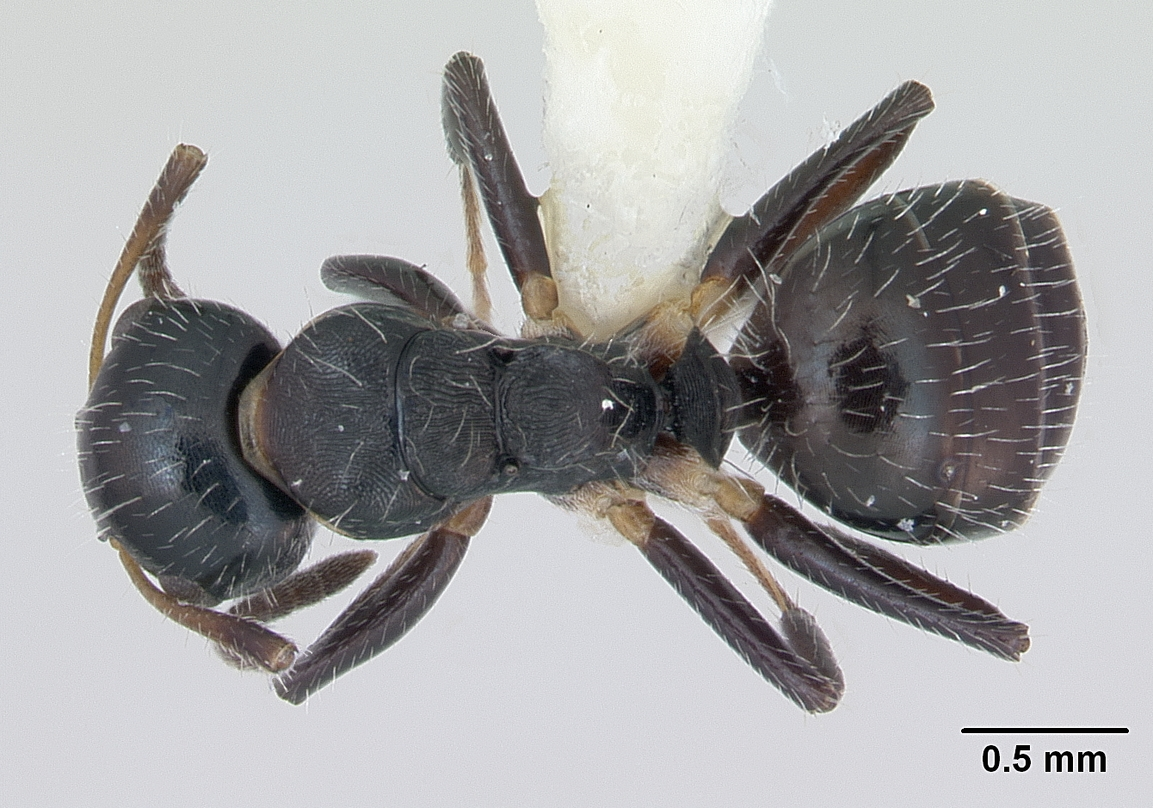
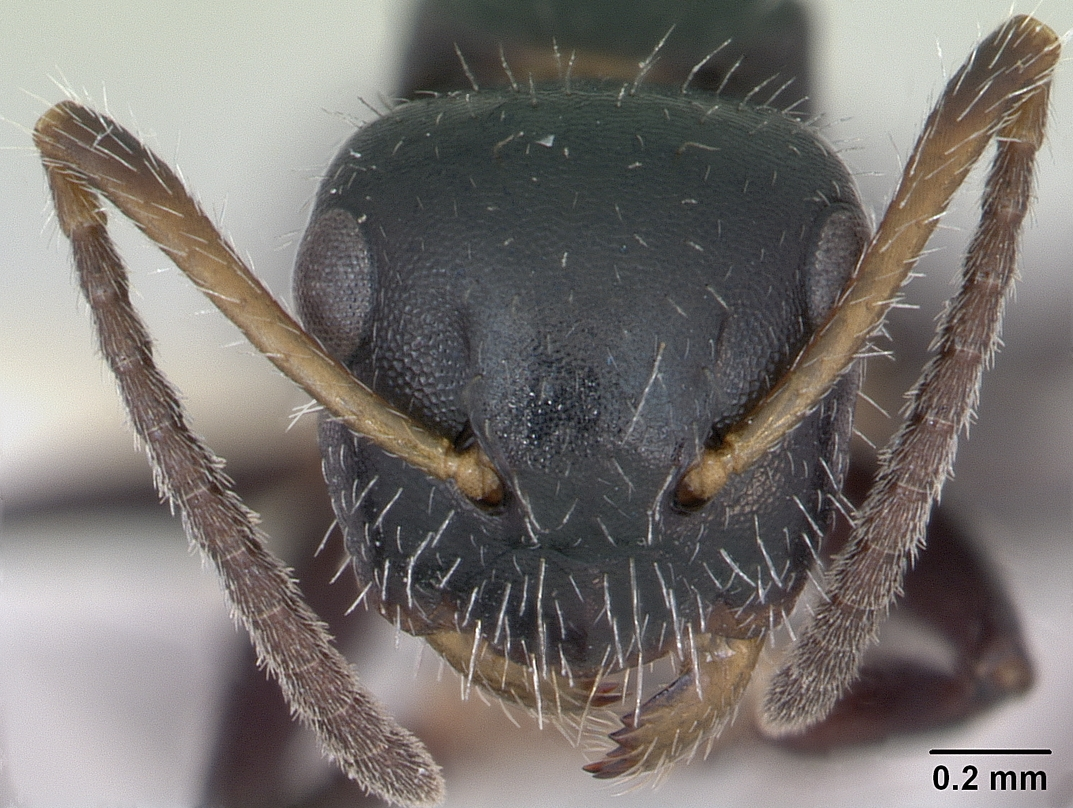
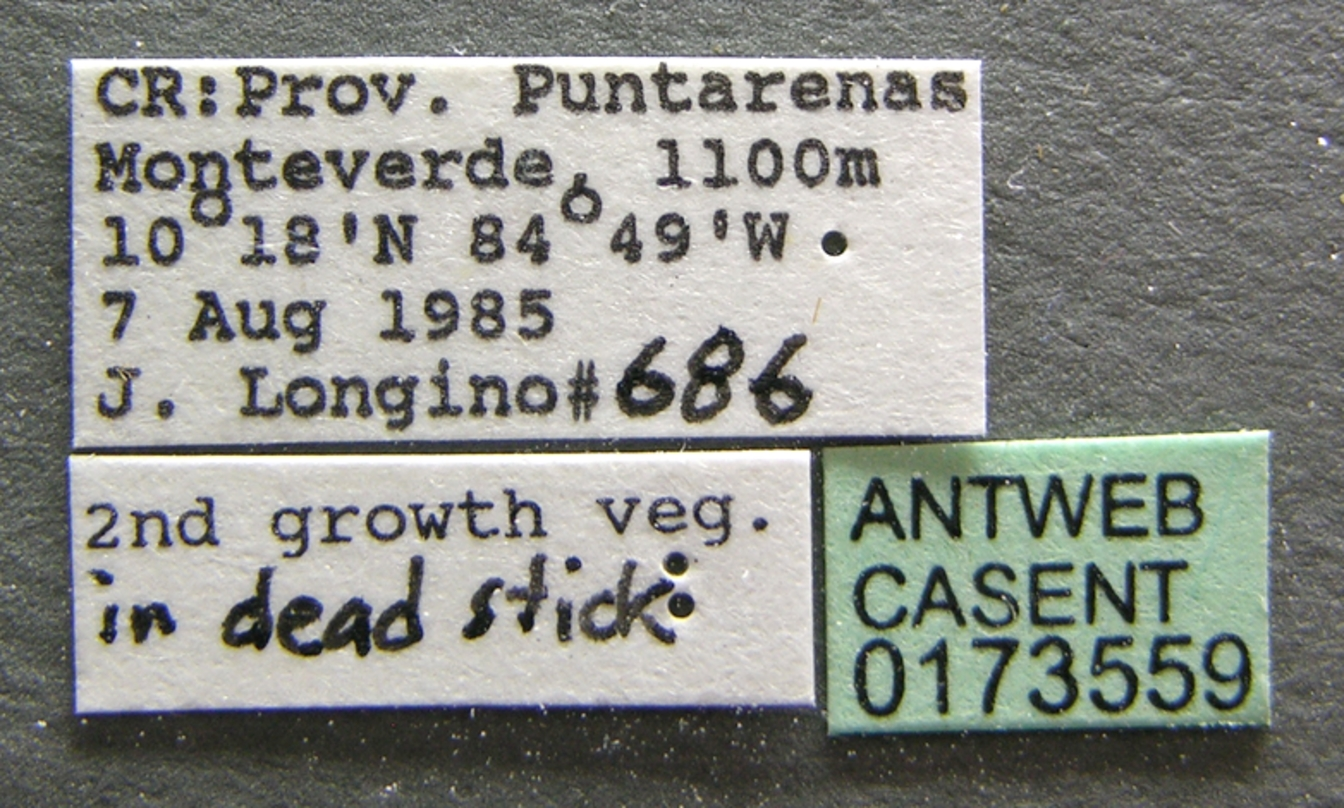
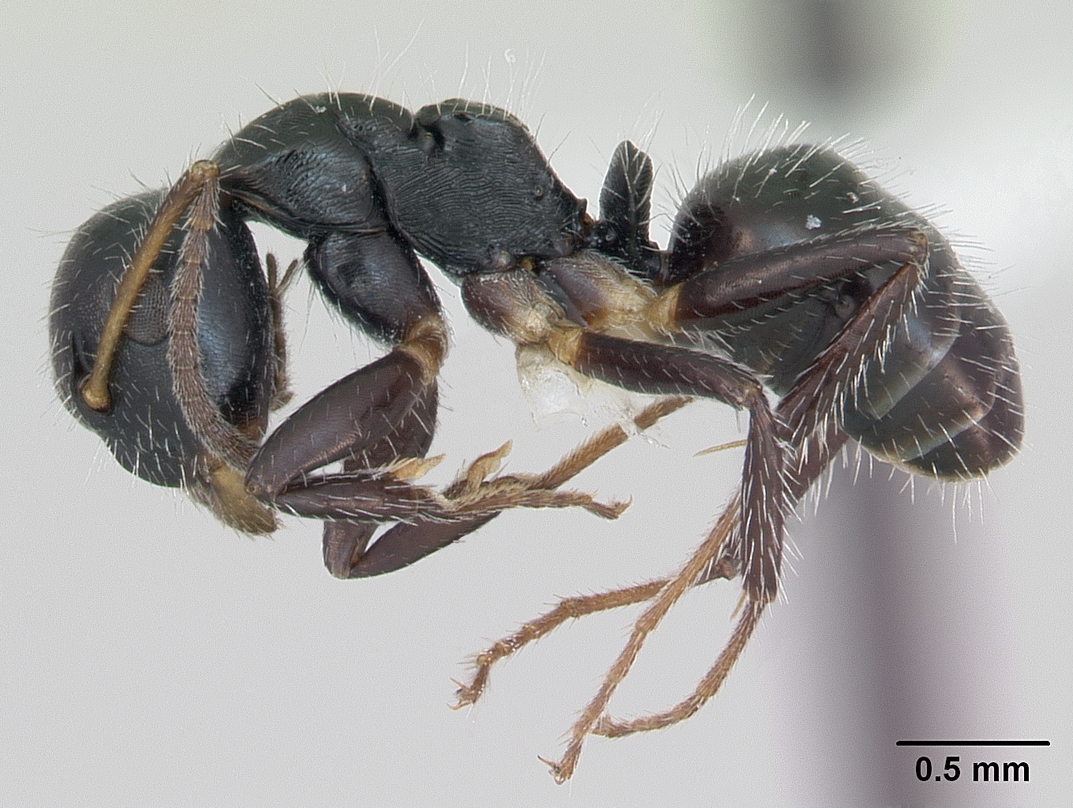
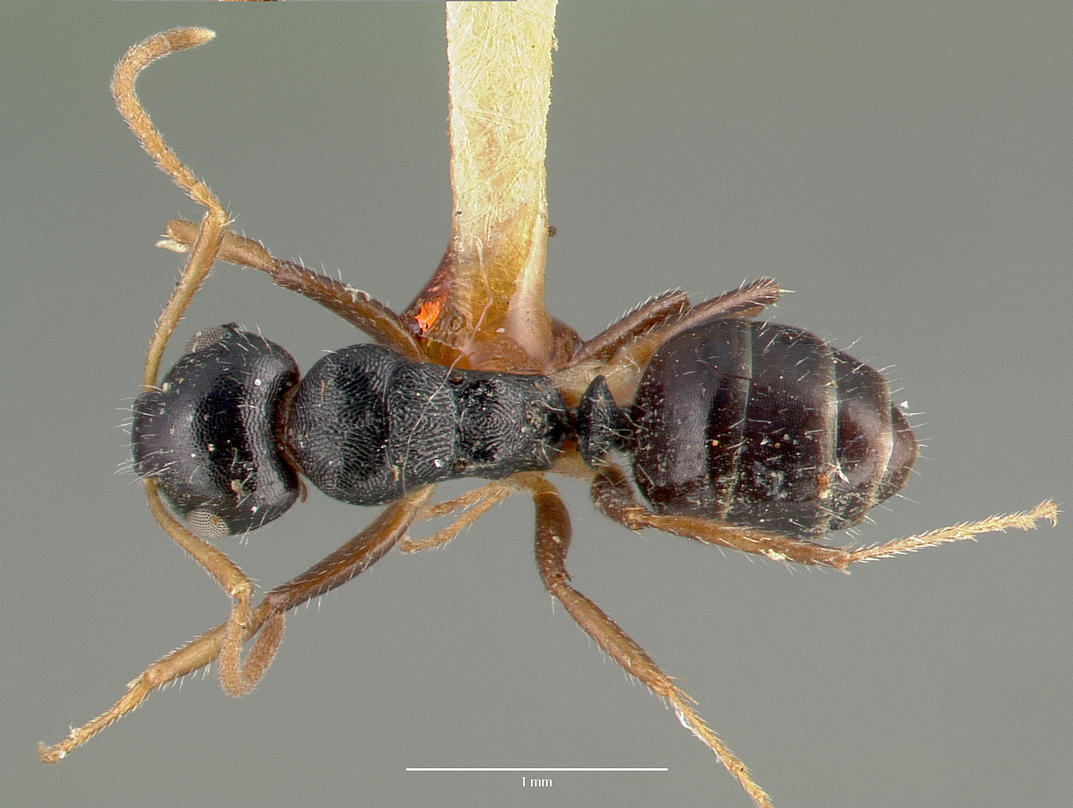
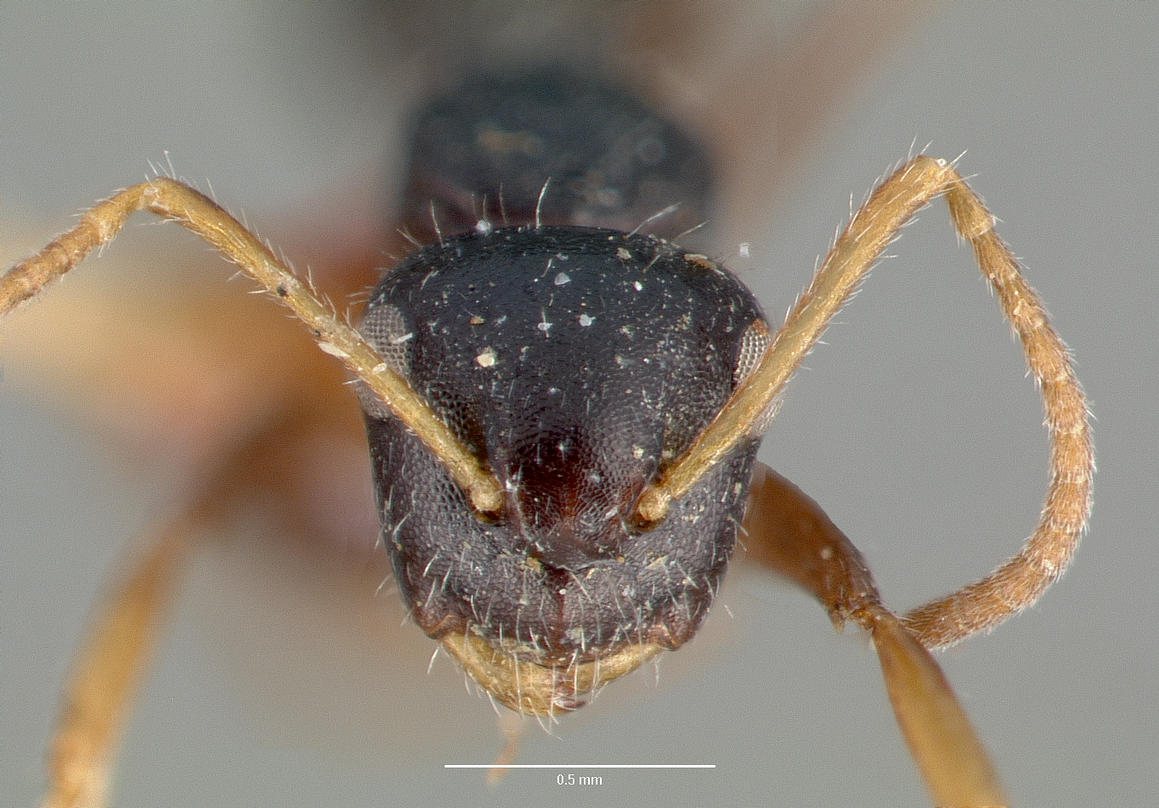